# Demografia de les Illes Balears

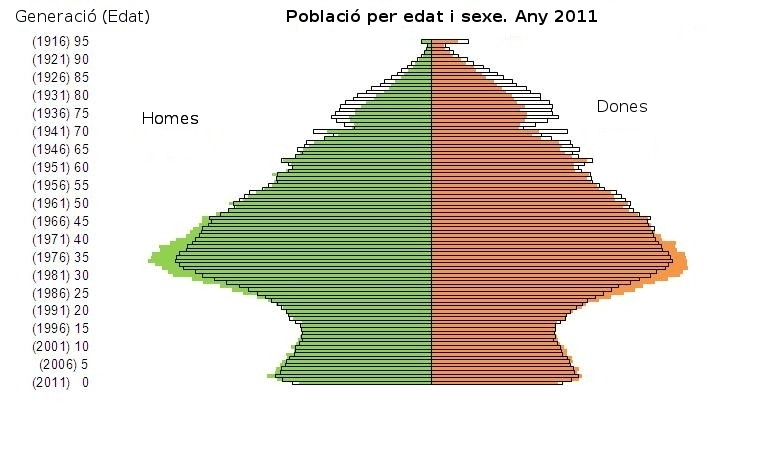
Piràmide de població de les Illes Balears de 2011 realitzada utilitzant les dades de l'Institut Nacional d'Estadística (INE)

Des de gener de 2021, les Illes compten amb una població de 1.173.008 habitants distribuïts: 906.803 a Mallorca, 95.936 a Menorca, 176.206 a Eivissa i 11.708 a Formentera.
Les Illes Balears representen el 7,7% de la població total dels Països Catalans i gairebé 2,5% de l'estat espanyol.
Any darrera any, les Illes Balears no segueixen la tendència general de l’Estat Espanyol, on la població va minvar entre els anys 2012 i 2017, a nivell general, mentre que a les Illes Balears va experimentat una variació anual positiva augmentant el 0,8%. La població a les Illes Balears augmenta any rera any. Amb tot, hi ha força diferències entre les illes.
Cal destacar que les Pitiüses són les illes que han augmentat més la seva població, llevat de l’any 2018, quan Eivissa va tenir un menor creixement que Mallorca i Menorca, alhora que Formentera va perdre població. També cal entendre les diferències en la densitat de la població i la distribució, que no és homogènia a arreu, i que sovint es concentra en llocs concrets.
L'Institut dEstadística de les Illes Balears, IBESTAT, és lentitat autònoma de la Conselleria dEconomia i Competitivitat, encarregada de generar les dades oficials de les Illes Balears. L'IBESTAT, aporta les dades de l'evolució demogràfica

## Canvis demogràfics recents

### Mallorca

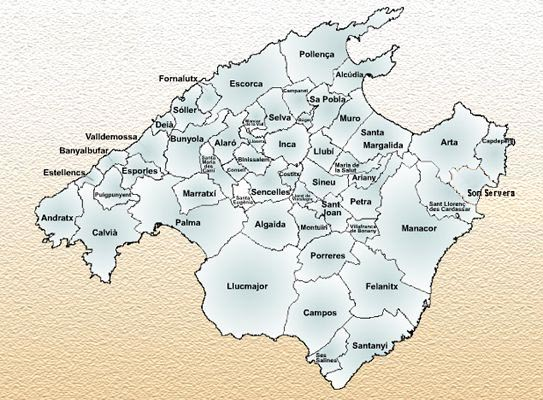
Mapa municipal de l'Illa de Mallorca

Durant el període de 1996 a 2006, la població de Mallorca va experimentar un creixement significatiu, apropant-se als 800.000 habitants. Aquest augment va superar àmpliament la mitjana estatal, amb un increment del 32% a les Illes Balears. El creixement va ser impulsat principalment per la immigració, tant residencial com econòmica, procedent de diverses regions, especialment d'Europa central. Això va conduir a un augment de la població estrangera empadronada, superant altres comunitats autònomes. A més, aquest creixement demogràfic va tenir repercussions en indicadors com la natalitat, la mortalitat i l'estructura d'edats de la població, amb un canvi cap a un perfil més jove i una reducció de la dependència.
En l'anàlisi de la distribució municipal del creixement poblacional a tota l'illa, es pot observar que, tot i que la ciutat de Palma manté el seu pes tradicional en relació als altres municipis de Mallorca, les taxes de creixement més elevades s'han desplaçat cap als municipis de la zona exterior. Aquests municipis són destinacions populars per a la immigració residencial i econòmica, ja sigui per la seva proximitat a la capital o per ser llocs d'acollida per a la immigració internacional. Això és particularment evident en municipis turístics com Calvià o Andratx. Entre 1996 i 2005, els municipis de Mallorca van tenir un creixement positiu. Marratxí va tenir un increment del 80%, Altres 17 municipis van assolir la mitjana del creixement de l'illa i uns altres 45 municipis van assolir taxes superiors a la mitjana estatal. Palma, amb un creixement de més de 70.000 habitants va ser, per damunt de tots, el que més va créixer.

### Menorca

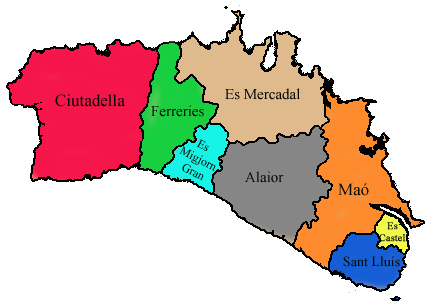
Mapa municipal de l'Illa de Menorca

La població de l'illa de Menorca, s´ha vist afectada pel desenvolupament de l'activitat turística. Des de principis del segle XX l'illa ja complia les pautes pròpies de les societats modernes, amb una baixa taxa de mortalitat, una baixa fecunditat i un saldo migratori negatiu.
A finals del segle xix i a l'inici del segle XX hi va haver episodis d'emigració importants que van afectar la demografia de l'illa durant la primera meitat del segle xx.
El poblament de Menorca s'ha caracteritzat per la bipolaritat entre Maó i Ciutadella. A les primeries del segle xx, Maó era força més gran que Ciutadella i hi habitaven 15.138 persones el 1900, mentre que a Ciutadella només eren 8.611. La diferència ha anat minvant amb el temps i ara el creixement de Ciutadella és gairebé similar al de l'illa.
A partir de 1980 s'incrementa la mobilitat habitatge/treball de la gent i fa que Maó es relacioni funcionalment amb Sant Lluís i Es Castell.
Entre el 1900 i el 1960 la població menorquina només augmentà uns 5.000 habitants (de 37.576 habitants el 1900 a 42.305 el 1960). El creixement tan minço és per les taxes de natalitat i mortalitat molt igualades i a un balanç migratori gairebé negatiu. A finals dels anys 60 del segle xx, hi ha una major dinàmica demogràfica lligada a l'economia del període.
Del 1960 al 1975 l'economia menorquina creixia al sector industrial i dels transformats agrícoles i ramaders, cosa no tan corrent a la resta de les illes Balears. Durant el període, la població a Menorca, va créixer per damunt dels 11.000 habitants.
Cap al final de la dècada de 1970 i fins a principis dels 80, es produeix una reducció de la taxa de natalitat que és simultània amb la davallada de la indústria a l'illa. En aquest període el creixement de població està netament vinculat a l'arribada d'immigrants. Els moviments migratoris sempre han estat importants a l'illa, però més encara en les darreres dècades del segle xx, per l'alta demanda de treball per al turisme. Cap a finals de la dècada de 1980, Menorca s'especialitza en el turisme, cosa que produeix una gran expansió de l'economia i significa un potent atractiu per la nova mà d'obra que cal.
Entre 1990 i 2000 creix l'arribada d'immigrants a l'illa, alhora que el creixement vegetatiu és molt baix.
Entre 1991-2001 el creixement natural de la població es va incrementar en unes 180 persones. Atès que el creixement va ser superior a les 1.100 persones, la diferència va venir del saldo migratori positiu.
L'estructura de població, entre 1965-2001, va patir un canvi demogràfic important i gradual. L'any 1965 mantenia un percentatge del 32,3% de població jove (entre 0-19 anys) i més reduït 11,8% el de la gent gran (més grans de 65 anys). El grup majoritari era el dels adults que eren el 55,9% de la població total.
Els principals canvis han estat:
- Un increment del percentatge d'adults respecte del total de la població que a l'any 1981 representaven el 53,05%, i han passat a ser el 64,27% l'any 2001.
- Pujada dels majors o vells que representaven un 11,84% de la població el 1965 i que al 2001 eren el 13,95%. L'increment és per causa de la major esperança de vida i l'arribada a aquest grup d'edat de generacions més nombroseses.
- Disminució dels joves, que el 1965 representaven el 32,26%, mentre que el 2001 eren només el 21,78% del total de la població. La reducció està relacionada amb la baixada de fecunditat, cosa que comporta una menor natalitat.[7]

### Eivissa
La població a Eivissa ha augmentat un 72% en els darrers 20 anys. Si el 1998 es comptabilitzaven a l'illa al voltant de 84.000 habitants, el 2018 se superen els 144.000. És un increment molt superior a l'observat a les Illes Balears (42%) i pel conjunt de l'Estat Espanyol (17%).
La població es distribueix uniformement, amb el 34,4% a la ciutat d'Eivissa, el 25,2% a Santa Eulària des Riu, el 18,3% a Sant Josep de sa Talaia, el 17,8% a Sant Antoni de Portmany i Sant Joan de Labritja amb el 4,3% de la població. El creixement a nivell municipal ha estat elevat a arreu i a Sant Josep de sa Talaia i a Santa Eulària des Riu, gairebé s'ha duplicat la població en vint anys
A Eivissa hi ha hagut un fort increment de la població estrangera. El 2018, hi ha un 400% més població estrangera que el 1998. Els estrangers, el 1998 no arribaven a les 9.000 persones i el 2018 ja superaven les 39.000. La població nacional augmenta a un ritme molt menor, del 40% en els darrers 20 anys.
| Municipi                    | 1900  | 1950   | 1970   | 1991   | 1996   |
| --------------------------- | ----- | ------ | ------ | ------ | ------ |
| Eivissa                     | 6.404 | 11.333 | 15.642 | 29.913 | 29.447 |
| Sant Antoni de Portmany     | 4.264 | 6.023  | 8.845  | 13.539 | 14.292 |
| Sant Joan de Labritja       | 4.269 | 5.278  | 3.412  | 3.560  | 3.835  |
| Sant Josep de sa Talaia     | 3.941 | 5.225  | 5.546  | 9.694  | 11.841 |
| Santa Eulària del Riu       | 4.770 | 7.453  | 9.011  | 15.525 | 19.452 |
| Sant Francesc de Formentera | 2.295 | 2.838  | 3.017  | 4.316  | 5.353  |

### Formentera
Formentera ha presentat un fort grau d'aïllament i des del 1872 fins al 1960 l'endogàmia es va mantenir al voltant del 87%. Hi ha hagut, doncs, una escassa entrada d'individus forans, la majoria d'ells procedents de la propera illa d'Eivissa. A partir de 1960 la taxa d'endogàmia es va situar en un nivell força més baix, al voltant de 60%. La comparació de la mida de la població en diferents parròquies residencials el 1889 i el 1975 revela que Sant Francesc destacava clarament per sobre de les altres. A més, Sant Ferran va experimentar un fort creixement, gairebé triplicant la seva població. Aquesta disparitat en el creixement està relacionada amb l'arribada d'immigrants. De fet, Sant Ferran, que va mostrar el major creixement, tenia el percentatge més baix de població autòctona el 1975 (66%). Per contra, El Pilar seguia tenint una alta proporció d'habitants autòctons (93,2%). Sant Francesc es situava en una posició intermèdia, amb un creixement elevat i una proporció considerable d'immigrants en la seva població.

## Censos de 1787 i 1797
|                    | Cens de Floridablanca 1787 | Cens de Godoy 1797 |
| ------------------ | -------------------------- | ------------------ |
| ILLES BALEARS      | 179.106                    | 186.979            |
| Mallorca           | 137.222                    | 140.699            |
| Menorca            | 28.177                     | 30.990             |
| Eivissa-Formentera | 13.707                     | 15.290             |

## Nombre d'habitants per illa i municipi 2019-2021
| Població a les Illes Balears 2019-2021 |               |                   |                  |               |
| Balears-Illa-municipi                  | població 2019 | immigracions 2019 | emigracions 2019 | població 2021 |
| ILLES BALEARS (total illes)            | 1.149.460     | 87.034            | 61.021           | 1.173.008     |
| MALLORCA                               | 896.038       | 63.711            | 43.804           | 906.803       |
| 07001 Alaró                            | 5.572         | 368               | 280              | 5.741         |
| 07003 Alcúdia                          | 20.241        | 1.930             | 1.276            | 20.651        |
| 07004 Algaida                          | 5.642         | 452               | 327              | 5.963         |
| 07005 Andratx                          | 11.271        | 871               | 635              | 11.571        |
| 07006 Artà                             | 7.845         | 628               | 450              | 7.984         |
| 07007 Banyalbufar                      | 515           | 44                | 36               | 542           |
| 07008 Binissalem                       | 8.567         | 612               | 382              | 8.895         |
| 07009 Búger                            | 1.050         | 95                | 62               | 1.084         |
| 07010 Bunyola                          | 6.809         | 483               | 366              | 7.037         |
| 07011 Calvià                           | 50.559        | 4.534             | 3.514            | 51.567        |
| 07012 Campanet                         | 2.640         | 216               | 188              | 2.684         |
| 07013 Campos                           | 10.862        | 920               | 567              | 11.425        |
| 07014 Capdepera                        | 11.868        | 1.166             | 928              | 12.003        |
| 07016 Consell                          | 4.053         | 302               | 231              | 4.243         |
| 07017 Costitx                          | 1.288         | 153               | 105              | 1.379         |
| 07018 Deià                             | 617           | 68                | 48               | 674           |
| 07019 Escorca                          | 212           | 12                | 14               | 181           |
| 07020 Esporles                         | 5.062         | 254               | 235              | 5.134         |
| 07021 Estellencs                       | 315           | 30                | 12               | 326           |
| 07022 Felanitx                         | 17.780        | 1.069             | 639              | 18.164        |
| 07025 Fornalutx                        | 660           | 61                | 38               | 682           |
| 07027 Inca                             | 33.319        | 2.859             | 2.210            | 33.726        |
| 07028 Lloret de Vistalegre             | 1.372         | 163               | 134              | 1.465         |
| 07029 Lloseta                          | 5.988         | 392               | 282              | 6.250         |
| 07030 Llubí                            | 2.273         | 141               | 95               | 2.385         |
| 07031 Llucmajor                        | 36.914        | 3.329             | 2.496            | 38.224        |
| 07033 Manacor                          | 43.808        | 2.786             | 1.801            | 44.809        |
| 07034 Mancor de la Vall                | 1.509         | 113               | 100              | 1.569         |
| 07035 Maria de la Salut                | 2.227         | 173               | 146              | 2.242         |
| 07036 Marratxí                         | 37.193        | 2.245             | 1.757            | 38.357        |
| 07038 Montuïri                         | 2.912         | 239               | 134              | 3.087         |
| 07039 Muro                             | 7.085         | 654               | 388              | 7.515         |
| 07040 Palma                            | 416.065       | 25.962            | 17.102           | 419.366       |
| 07041 Petra                            | 2.860         | 197               | 103              | 3.028         |
| 07042 Pollença                         | 16.283        | 1.147             | 566              | 16.969        |
| 07043 Porreres                         | 5.502         | 325               | 243              | 5.624         |
| 07044 Sa Pobla                         | 13.475        | 999               | 656              | 13.873        |
| 07045 Puigpunyent                      | 2.012         | 139               | 100              | 2.057         |
| 07047 Sencelles                        | 3.290         | 298               | 207              | 3.542         |
| 07049 Sant Joan                        | 2.108         | 140               | 104              | 2.185         |
| 07051 Sant Llorenç des Cardassar       | 8.431         | 838               | 538              | 8.920         |
| 07053 Santa Eugènia                    | 1.561         | 161               | 130              | 1.724         |
| 07055 Santa Margalida                  | 12.485        | 1.383             | 857              | 12.767        |
| 07056 Santa Maria del Camí             | 7.375         | 454               | 334              | 7.507         |
| 07057 Santanyí                         | 12.237        | 912               | 608              | 12.342        |
| 07058 Selva                            | 4.014         | 303               | 245              | 4.126         |
| 07059 Ses Salines                      | 4.960         | 492               | 272              | 5.010         |
| 07060 Sineu                            | 3.862         | 349               | 162              | 4.122         |
| 07061 Sóller                           | 13.705        | 755               | 679              | 13.491        |
| 07062 Son Servera                      | 11.568        | 885               | 586              | 11.835        |
| 07063 Valldemossa                      | 1.969         | 163               | 122              | 2.042         |
| 07065 Vilafranca de Bonany             | 3.380         | 346               | 242              | 3.558         |
| 07901 Ariany                           | 868           | 101               | 72               | 897           |
| MENORCA                                | 93.397        | 8.233             | 5.922            | 95.936        |
| 07002 Alaior                           | 9.065         | 866               | 550              | 9.477         |
| 07015 Ciutadella de Menorca            | 29.840        | 2.169             | 1.518            | 30.638        |
| 07023 Ferreries                        | 4.777         | 356               | 252              | 4.892         |
| 07032 Maó                              | 29.040        | 2.404             | 1.830            | 29.578        |
| 07037 Es Mercadal                      | 5.038         | 866               | 447              | 5.444         |
| 07052 Sant Lluís                       | 6.798         | 620               | 572              | 6.877         |
| 07064 Es Castell                       | 7.434         | 801               | 635              | 7.530         |
| 07902 Es Migjorn Gran                  | 1.405         | 151               | 118              | 1.500         |
| EIVISSA                                | 147.914       | 14.166            | 10.402           | 176.236       |
| 07026 Eivissa                          | 49.783        | 4.684             | 3.566            | 50.643        |
| 07046 Sant Antoni de Portmany          | 26.306        | 2.471             | 1.699            | 27.205        |
| 07048 Sant Josep de sa Talaia          | 27.413        | 2.552             | 2.115            | 28.299        |
| 07050 Sant Joan de Labritja            | 6.397         | 687               | 499              | 6.635         |
| 07054 Santa Eulària del Riu            | 38.015        | 3.772             | 2.523            | 40.038        |
| FORMENTERA                             | 12.111        | 924               | 893              | 11.708        |
| 07024 Formentera                       | 12.111        | 924               | 893              | 11.708        |

## Indicadors generals
- Edat mitjana de la població (01/01/2021):41,72
- Població nascuda en les Illes Balears (%): (01/01/2021):54
- Població estrangera (%) (01/01/2021):18,78
- Variació relativa de la població (%) (01/01/2021):0,13
- Padró d'espanyols residents a l'estranger inscrits a les Illes Balears (núm. persones) (01/01/2022):41.662

- Taxa de risc de pobresa o exclusió social (estratègia Europa 2020) (%) (2020):26,5
- Taxa de risc de pobresa (%) (2020):20,7
- Llars amb dificultat per a arribar a fi de mes (%) (2020):49,1
- Persones sense capacitat per a afrontar despeses imprevistes (%) (2020):36,6
- Índex de desenvolupament humà IDH (2019):0,878
- esperança de vida en néixer (2020): homes: 81,05 anys; dones:85,86 anys[15]
- Taxa bruta de natalitat (2020):7,78 nascuts per 1.000 habitants[16]
- Taxa de fecunditat global (2020): nacional: 30,07; estrangera: 38,12; conjunta:32,24 naixements per 1.000 dones[17]
- Taxa de mortalitat infantil (2020): dones:2,58; homes:1,87 defuncions per cada 1.000 nascuts vius[18]

- Nombre total d'emigracions (2020):57.151
- Nombre total d'immigracions (2020):66.056
- Balanç migratori (2020):8.905

## Pressió humana sobre el territori
Les Illes Balears van assolir el seu màxim històric de població en un sol dia al mes d'agost de 2017, amb un total de 2.071.124 persones. Mallorca va contribuir amb 1.473.873 persones, mentre que Menorca va registrar 224.486 persones i les Pitiüses van arribar a 376.938. Des de 1997, s'ha observat una tendència constant d'increment poblacional a les Illes Balears, tant entre els residents com entre els visitants. Aquest creixement ha estat d'aproximadament 56,5 persones diàries per a tot l'arxipèlag, amb xifres específiques de 41,0 persones per a Mallorca, 3,0 persones per a Menorca i 12,4 persones per a les Pitiüses. Quant a l'Índex de Població Homogènia (IPH) mitjà, s'ha registrat un augment anual de 20.367 persones per a les Illes Balears en general. Mallorca ha experimentat un creixement anual de 17.493 persones, mentre que a Menorca ha estat de 1.703 persones i a les Pitiüses de 5.586 persones. Aquestes dades reflecteixen l'increment sostingut de la població durant aquest període.

## Substitució demogràfica
La població de les Illes Balears ha experimentat un increment notable en les últimes dècades, superant els 1,2 milions d'habitants el primer dia de gener de 2020. Aquest creixement és principalment impulsat per l'efecte migratori, amb la immigració representant el 90% de l'increment de població. Aquest canvi demogràfic ha provocat una transformació significativa en la composició social i lingüística de les Illes, amb una disminució dels nadius i un augment dels residents estrangers. Actualment, només el 54% dels residents són nadius de les Illes Balears, davant del 65% de fa vint anys.
Aquest augment demogràfic ha tingut un impacte important en tots els aspectes de la societat illenca, especialment en la cultura i la llengua. La pressió demogràfica ha contribuït a un canvi en l'ús de la llengua catalana, amb una disminució en la seva utilització com a primera llengua de relació social. Es destaca especialment la situació a Eivissa, on només el 2,9% dels joves parlen habitualment català, i només el 12,9% utilitza tant el català com el castellà. En general, menys d'un terç de la població de les Illes Balears fa servir el català com a primera llengua de comunicació. Això posa de manifest la transformació demogràfica i lingüística que ha tingut lloc a les Illes Balears en les últimes dècades.

## Coneixement del català i altres llengües
|                    | Total   | Entén el català (%) | Sap llegir en català (%) | Sap parlar en català (%) | Sap escriure en català (%) |  |
| ------------------ | ------- | ------------------- | ------------------------ | ------------------------ | -------------------------- |  |
| Illes Balears      | 888.840 | 85,00               | 63,41                    | 70,82                    | 47,90                      |  |
| Mallorca           | 708.502 | 85,47               | 63,37                    | 71,48                    | 47,78                      |  |
| Menorca            | 70.591  | 88,99               | 68,50                    | 72,69                    | 53,18                      |  |
| Eivissa-Formentera | 109.747 | 79,37               | 60,40                    | 65,29                    | 45,31                      |  |

|                      | (INE, 2015) | L'entenen | El saben parlar | El saben llegir | El saben escriure |
| -------------------- | ----------- | --------- | --------------- | --------------- | ----------------- |
| Mallorca             | 859.289     | 97,2      | 82,3            | 83,9            | 62,4              |
| Menorca              | 92.348      | 94,3      | 80,2            | 85,6            | 66,2              |
| Eivissa i Formentera | 152.842     | 96,0      | 70,6            | 79,7            | 56,8              |
| Total                | 1.104.479   | 96,8      | 80,5            | 83,5            | 61,9              |

- El coneixement de l'espanyol és generalitzat a tota la població resident a les Balears.
- L’anglès és la llengua estrangera més coneguda (més del 50%)
- El francès. primer i l’alemany, després, se situen darrera de l’anglès.[22]